# 高橋礼子
高橋 礼子（たかはし れいこ、1951年 - ）は、日本の元子役。東京都出身。

## 人物
- 小学5年生の頃から劇団日本児童（現：山王プロダクション）に所属していた[1]。
- 1967年放送の特撮テレビドラマ『ウルトラセブン』の少女（ピット星人）役で知られている。撮影当時は15歳の学生であったが、撮影のために夏休みを費やしてしまう。それをきっかけに子役を引退したという。
- 本名は高橋 玲子だが、『ウルトラセブン』出演時、「円谷プロダクションのスタッフのミスで、高橋 礼子とクレジットされた」と語っている[2]。
- 子役引退後は一般人としての生活を送っていたが、2012年に『別冊映画秘宝ウルトラセブン研究読本』（洋泉社）のインタビューに登場した後、2014年にはウルトラセブンのアンヌ役を演じた菱見百合子主催のトークショーに出演して久々に公の場に姿を現している[3]。

## 出演作品

### テレビドラマ
- 3人サンバ[1]
- ウルトラセブン 第3話「湖のひみつ」（1967年、TBS） - 少女 / ピット星人

### 舞台
- 奇跡の人[1]

### 吹き替え
- トーク・レディオ ※TBS版
- ルーカスの初恋メモリー
- ワーキング・ガール ※テレビ朝日版